# Ісаєв Іван Васильович
Іван Васильович Ісаєв (нар. 1893, хутір Корельський Рильського повіту Курської губернії, тепер Рильського району Курської області, Російська Федерація — розстріляний 30 вересня 1937) — радянський діяч, 1-й секретар Макіївського міського комітету КП(б)У Донецької області. Член Центральної Контрольної Комісії КП(б)У в червні 1930 — січні 1934 р. Член ЦК КП(б)У в січні 1934 — серпні 1937 р.

## Біографія
Народився у селянській родині. Здобув початкову освіту. Учасник Громадянської війни в Росії.
Член РКП(б) з 1920 року.
Перебував на відповідальній партійній роботі в Донбасі.
Із початку 1930-х років до серпня 1937 роках — 1-й секретар Макіївського міського комітету КП(б)У Донецької області.
11 серпня 1937 року заарештований органами НКВС. Звинувачений за статтями 54-7, 54-8 КК УСРР. Засуджений 30 вересня 1937 року до вищої міри покарання, розстріляний. Посмертно реабілітований 16 квітня 1957 року.